# Термалито (Калифорнија)
Термалито (енгл. Thermalito) насељено је место без административног статуса у америчкој савезној држави Калифорнија.

## Демографија
По попису из 2010. године број становника је 6.646, што је 601 (9,9%) становника више него 2000. године.
| Група             | 2000.         | 2010.         |
| Белци             | 4.467 (73,9%) | 4.280 (64,4%) |
| Афроамериканци    | 28 (0,5%)     | 61 (0,9%)     |
| Азијати           | 635 (10,5%)   | 1.102 (16,6%) |
| Хиспаноамериканци | 465 (7,7%)    | 713 (10,7%)   |
| Укупно            | 6.045         | 6.646         |